# Verghese Kurien
Verghese Kurien (Calecute, 26 de Novembro de 1921 — Nadiad, 09 de Setembro de 2012) foi um empresário indiano.
Conhecido como o pai da "Revolução Branca", ele transformou a Índia no principal país produtor de leite do mundo.
Em 1989, ele foi laureado com o Prêmio Mundial de Alimentação.